# Lethops
Lethops is een monotypisch geslacht van straalvinnige vissen uit de familie van grondels (Gobiidae). Het geslacht is voor het eerst wetenschappelijk beschreven in 1926 door Hubbs.

## Soort
- Lethops connectens Hubbs, 1926